# Gemmula congener
Gemmula congener är en snäckart. Gemmula congener ingår i släktet Gemmula och familjen Turridae. Inga underarter finns listade i Catalogue of Life.